# Бакаев, Виктор Георгиевич
Виктор Георгиевич Бакаев (1902—1987) — советский государственный деятель, министр морского флота СССР (1954—1970), доктор технических наук. Кандидат в члены ЦК КПСС в 1961—1971 гг. Депутат Верховного Совета СССР 6—7 созывов.

## Биография
Трудовую жизнь начал в 12 лет учеником котельщика в Бердянских портовых мастерских, где семья жила в 1905—1915 годы, в 1915—1919 годы работал слесарем на Брянском заводе «Арсенал».
Член РКП(б) с 1919 года. В 1919—1920 годы в рядах Красной Армии участвовал в Гражданской войне.
В 1929 году окончил Московский институт инженеров путей сообщения Наркомата просвещения РСФСР. Доктор технических наук (1952).
- 1929—1936 — работал в системе Центрального морского управления Наркомата путей сообщения и Наркомата водного транспорта СССР: инженер, начальник стройуправления, начальник Центрального управления портов.
- 1937—1942 — преподавал в Военно-транспортной академии и Ленинградском институте водного транспорта[2].
- 1942 — старший преподаватель Высших специальных курсов Военно-морского флота в Ленинграде и Астрахани.
- 1943—1945 — уполномоченный ГКО и Наркомата морского флота СССР по обеспечению выгрузки воинских грузов и продовольствия, Мурманск.
- 1945—1953 — заместитель наркома (министра), первый заместитель министра морского флота СССР.
- 1953 — первый заместитель министра морского и речного флота СССР.
- 1953—1954 — заместитель председателя Бюро по транспорту и связи при Совмине СССР.
- 1954—1970 — министр морского флота СССР.
- Делегат XXII (1961), XXIII (1966) съездов КПСС, кандидат в члены ЦК КПСС (1961—1970), депутат Совета Национальностей Верховного Совета СССР 6-го[3] и 7-го[4] созывов (1962—1970) от Эстонской ССР.
- С 14 января 1970 года персональный пенсионер союзного значения.
- Умер 24 июля 1987 года[2]. Похоронен на Кунцевском кладбище в Москве.

## Награды
- три ордена Ленина[2]
- Орден Октябрьской Революции[2]
- два ордена Трудового Красного Знамени[2]
- медали